# Parecer jurídico
Em direito, um parecer jurídico é, em certas jurisdições, uma explicação escrita por um juiz ou grupo de juízes que acompanha uma ordem ou decisão em um caso, estabelecendo a razão e os princípios legais para a decisão.
As opiniões estão nessas jurisdições geralmente publicadas sob a direção do tribunal e, na medida em que contêm pronunciamentos sobre o que é a lei e como ela deve ser interpretada, reforçam, alteram, estabelecem ou derrubam precedentes legais. Se um tribunal decidir que uma opinião deve ser publicada, a opinião pode ser incluída em um volume de uma série de livros chamados relatórios jurídicos ('reporters' nos Estados Unidos). As opiniões publicadas dos tribunais também são coletivamente chamadas de jurisprudência e constituem, nos sistemas jurídicos da common law, uma das principais fontes do direito.

## Memorando de opinião
Nem todo caso decidido por um tribunal superior resulta na publicação de um parecer; na verdade, muitos casos não, uma vez que uma opinião é frequentemente publicada apenas quando a lei está sendo interpretada de uma maneira nova, ou o caso é um assunto de alto perfil de interesse público geral e o tribunal deseja tornar públicos os detalhes de sua decisão. Na maioria  de casos nos EUA, os juízes emitem uma decisão por memorando que indica como a lei estadual ou federal se aplica ao caso e afirma ou reverte a decisão do tribunal inferior. Uma decisão de memorando não estabelece precedente legal ou reinterpreta a lei, e não pode ser invocada em casos subsequentes para justificar uma decisão. Os pareceres, por outro lado, sempre estabelecem uma interpretação jurídica particular.

## Pareceres jurídicos de advogados ou oficiais de leis governamentais
No Reino Unido e em outros países de direito consuetudinário, um parecer jurídico também se refere a aconselhamento jurídico por escrito sobre uma questão de lei emitida por um barrister ou advogado, ou, ocasionalmente, um oficial sênior de direito governamental, tal como procurador-geral. Quando a opinião é emitida por um advogado ou firma de advocacia estrangeira, é geralmente referida como um "parecer jurídico estrangeiro".
A última forma de parecer às vezes é disponibilizada ao público devido à pressão pública (ver, por exemplo, parecer de Lord Goldsmith sobre a Guerra do Iraque, memorando de Yoo), ou porque um esclarecimento geral da lei é necessário (ver, por exemplo, o parecer sobre escravidão Yorke-Talbot ). Nos Estados Unidos, vários procuradores-gerais estaduais emitem pareceres do procurador-geral.
Diversas áreas de prática comercial exigem pareceres jurídicos formais de advogados. O esquema de Assistência Judiciária no Reino Unido exige um parecer jurídico que mostre perspectivas razoáveis de sucesso antes que o conselho de Assistência Judiciária financie qualquer reclamação. As apólices de seguro para negligência profissional freqüentemente exigem uma opinião de um advogado antes que a seguradora seja obrigada a pagar qualquer reclamação putativa (às vezes chamada de cláusula QC, quando deve ser uma opinião de um advogado líder).

## Parecer jurídico em transações comerciais
Em transações comerciais, especialmente no contexto de financiamento, o credor exigirá uma opinião sobre a capacidade corporativa do mutuário e a exequibilidade dos documentos da transação que o mutuário pretende celebrar. Esse tipo de opinião é geralmente emitido pelo advogado do mutuário ou pelo advogado do credor, dependendo da regra ética que rege a emissão da opinião aplicável à jurisdição. Quando a empresa em questão é de uma jurisdição estrangeira, a opinião geralmente será chamada de opinião jurídica estrangeira.